# Pegatke
Pegatke (znanstveno ime Numididae) so majhna družina ptic iz reda kur, izvorno razširjene v podsaharski Afriki. Opisanih je šest vrst, ki jih združujemo v štiri rodove, med njimi je najbolj znana (navadna) pegatka, ki je udomačena in pogost prizor na perutninskih farmah tudi drugod po svetu.

## Opis
So srednje veliki ptiči z ovalnim trupom, kratkimi, zaokroženimi perutmi in kratkim repom. Prepoznavne so po majhni, goli glavi, na kateri je lahko greben ali čop perja, operjenost pa je temna s kontrastnimi belimi pikami ali progami. Imajo razmeroma kratke, močne noge, pri nekaterih vrstah z ostrogo, močan je tudi kljun. Samci in samice so si podobni.
Običajno se zadržujejo na tleh, kjer z močnimi nogami kopljejo za koreninicami in majhnimi talnimi nevretenčarji, včasih v družbi velikih rastlinojedih sesalcev. So vsejede. Tudi preprosto gnezdo naredijo na tleh, v visoki travi ali ob bazi drevesa. Vse pegatke so monogamne, pri skrbi za zarod sodelujeta oba starša.

## Habitat in razširjenost
Najbolj znani sta savanski vrsti, navadna in jastrebja pegatka, ostale pa so mnogo bolj skrivnostne, saj jih je težko opaziti v gozdu. Kot družina naseljujejo skoraj vso podsaharsko Afriko in so razmeroma pogoste, razen vrste Agelastes meleagrides, ki zaradi lova in uničevanja habitata spada med ranljive vrste, živi le v priobalnih območjih Zahodne Afrike.
Navadno pegatko so verjetno udomačili v Zahodni Afriki pred 1.300–5.500 leti, kot edino živalsko vrsto poleg osla, udomačeno na tej celini. Od takrat se je vzreja najprej razširila po preostalem delu podsaharske Afrike, okrog leta 500 pr. n. št. pa jo zapisi omenjajo v Antični Grčiji, kamor so ptiče prinesli trgovci (sicer ni jasno, ali že udomačene ali divje primerke). Zdaj skupaj z gosmi predstavlja skoraj 2 % svetovne reje perutnine.

## Taksonomija
Najbližji sorodniki pegatk so fazani, s katerimi so jih po nekaterih klasifikacijah združevali v enotno družino, sodobne raziskave pa podpirajo ločeni družini.

### Seznam vrst
Tu je seznam živečih vrst v štirih rodovih:
| Slika | Rod                       | Vrste                                                                          |
| ----- | ------------------------- | ------------------------------------------------------------------------------ |
|       | Agelastes Bonaparte, 1850 | - Agelastes meleagrides - Agelastes niger                                      |
|       | Numida Linnaeus, 1764     | - pegatka (Numida meleagris)                                                   |
|       | Guttera Wagler, 1832      | - Guttera plumifera - Guttera pucherani - Guttera verreauxi - Guttera edouardi |
|       | Acryllium G.R. Gray, 1840 | - jastrebja pegatka (Acryllium vulturinum)                                     |